# Пшистанкі
Пшистанкі (пол. Przystanki) — село в Польщі, у гміні Пневи Шамотульського повіту Великопольського воєводства.
Населення — 144 особи (2011).
У 1975—1998 роках село належало до Познанського воєводства.

## Демографія
Демографічна структура станом на 31 березня 2011 року:
|          | Загалом | Допрацездатний вік | Працездатний вік | Постпрацездатний вік |
| -------- | ------- | ------------------ | ---------------- | -------------------- |
| Чоловіки | 75      | 20                 | 51               | 4                    |
| Жінки    | 69      | 9                  | 44               | 16                   |
| Разом    | 144     | 29                 | 95               | 20                   |